# Kengo Kuma
Kengo Kuma (隈 研吾, Kuma Kengo, Kanagawa,  1954) é arquiteto japonês e professor emérito do Departamento de Arquitetura (Escola de Pós-Graduação em Engenharia) da Universidade de Tóquio. Reconhecido internacionalmente pelos seus trabalhos, ele recebeu a Medalha de Ouro conferida pelo Instituto Real de Arquitetos Britânicos, em 2019; e em 2021 foi considerado como um dos mais influentes arquitetos pela Revista Time.
Frequentemente comparado aos contemporâneos nipônicos Shigeru Ban e Kazuyo Sejima. Kengo Kuma também é conhecido por seus escritos prolíficos. Ele é o projetista do Estádio Nacional do Japão em Tóquio, construído para os Jogos Olímpicos de Verão de 2020.
Ele é casado com a arquiteta Satoko Shinohara, o casal têm um filho, Taichi, que também é arquiteto. Ele é conselheiro da cidade de Kitakyushu no Japão.

## Carreira
Kuma nasceu em Kanagawa e estudou na Eiko Gakuen Junior e Senior High School. Depois de se formar em arquitetura pela Universidade de Tóquio em 1979, trabalhou por um tempo na Nihon Sekkei [ja] e Toda Corporation [ja]. Ele então se mudou para os Estados Unidos e, em Nova Iorque, fez estudos adicionais na Universidade de Columbia como pesquisador visitante de 1985 a 1986.
Em 1987, Kuma criou o Spatial Design Studio e, em 1990, fundou sua própria empresa, Kengo Kuma & Associates. Ele lecionou na Universidade de Columbia, na Universidade de Illinois em Urbana-Champaign e na Universidade Keio, onde em 2008 Kuma obteve o título de Ph.D. na licenciatura em arquitetura.
Como professor da Escola de Pós-Graduação em Arquitetura da Universidade de Tóquio, ele dirige uma variedade de projetos de pesquisa relacionados à arquitetura, urbanismo e design em seu laboratório, chamado de Kuma Lab. Kengo Kuma & Associates emprega mais de 300 arquitetos em Tóquio, China (Pequim e Xangai) e Paris, projetando projetos de diversos tipos e escalas em todo o mundo.
O objetivo declarado de Kuma é recuperar a tradição dos edifícios japoneses e reinterpretar essas tradições para o século XXI. Em 1997, ele ganhou o prêmio Architectural Institute of Japan e em 2009 foi nomeado Officier de L'Ordre des Arts et des Lettres na França. Tendo estado no Brasil em algumas oportunidades, Kuma e seus representantes dão palestras internacionais extensivamente, Kuma é autor de vários livros e artigos que discutem e criticam abordagens na arquitetura contemporânea. O seu texto seminal Anti-Object: The Dissolution and Disintegration of Architecture, escrito em 2008, apela a uma arquitetura de relações, respeitando o seu entorno em vez de dominá-lo. Os projetos de Kuma mantêm um grande interesse na manipulação da luz com a natureza através da materialidade.
Embora mantendo a continuidade das tradições japonesas com a clareza das soluções estruturais, a tectônica implícita e a importância da luz e da transparência, Kuma não se restringe ao uso banal e superficial de materiais “leves”. Em vez disso, ele vai muito mais fundo, estendendo-se aos mecanismos de composição para expandir as possibilidades de materialidade. Ele utiliza avanços tecnológicos que podem desafiar materiais inesperados, como a pedra, a fornecer a mesma sensação de leveza e suavidade que o vidro ou a madeira. Kuma tenta atingir um sentido de imaterialidade espacial como consequência da 'natureza particulada' da luz e estabelecer uma relação entre um espaço e o círculo natural  em torno disso.
Descrevendo a sua prática, Kuma disse: “Pode-se dizer que o meu objectivo é 'recuperar o local'. O local é resultado da natureza e do tempo; este é o aspecto mais importante. Acho que minha arquitetura é uma espécie de moldura da natureza. Com ele, podemos vivenciar a natureza de forma mais profunda e íntima. A transparência é uma característica da arquitetura japonesa; Tento usar materiais leves e naturais para obter um novo tipo de transparência.” 
Em muitos dos projetos de Kuma, a atenção está focada nos espaços de conexão; nos segmentos entre o interior e o exterior, e de uma sala para a outra. A escolha dos materiais decorre não tanto da intenção de orientar o desenho das formas, mas de se adaptar ao entorno existente a partir do desejo de comparar materiais semelhantes, mas mostrar os avanços técnicos que possibilitaram novos usos.
Ao tratar do trabalho em pedra, por exemplo, Kuma apresenta um caráter diferente dos edifícios preexistentes de construção sólida, pesada e tradicional em alvenaria. Em vez disso, a sua obra surpreende o olhar ao afinar e dissolver as paredes num esforço para expressar uma certa “leveza” e imaterialidade, sugerindo uma ilusão de ambiguidade e fraqueza não comum à solidez da construção em pedra.
Paralelamente, Kuma mostrou inovação material para apoiar o artesanato tradicional local através de suas obras. Colaborando com artesãos japoneses especializados em madeira, terra ou papel, ajudou na manutenção das técnicas construtivas associadas ao mesmo tempo que as modernizou, trazendo o seu know-how na modularidade. Este trabalho levou Kuma a ganhar o Prêmio Global de Arquitetura Sustentável em 2016.
Os principais projetos incluem o Museu de Arte Suntory em Tóquio, a Bamboo Wall House na China, a sede do Grupo LVMH ( Louis Vuitton Moet Hennessy ) no Japão, o Besançon Art Center na França e um dos maiores spas do Caribe para o Mandarin Oriental Dellis Cay.
Stone Roof, uma residência privada em Nagano, Japão, construída em 2010, consiste em um telhado que se projeta do solo, proporcionando um fechamento completo à casa. Uma pedra local foi escolhida para se relacionar intimamente com o ambiente natural preexistente da encosta da montanha. A cantaria exterior torna-se leve e arejada cortando cada pedra em fatias finas e apoiando cada fatia como um painel giratório. Desta forma, a qualidade pesada da pedra é diluída e proporciona ao olho uma ilusão de leveza, permitindo a entrada de luz e ar diretamente no espaço interior. Com esta escolha de material e construção surge um novo tipo de transparência; aquele que não apenas enquadra a natureza como uma parede de cortina de vidro faria, mas também se relaciona profundamente com a encosta da montanha.
Em 2016, Kuma também se dedicou ao projeto de pavilhões pré-fabricados em parceria com a Revolution Precrafted. Ele projetou o pavilhão multifuncional móvel denominado The Aluminum Cloud Pavilion. A estrutura, composta por painéis de alumínio unidos pela técnica Kangou, pode ser utilizada como casa de chá ou espaço de meditação.
Como parte da série de entrevistas em vídeo Tempo-Espaço-Existência, Kengo Kuma colaborou com o Centro Cultural Europeu para criar uma documentação em vídeo discutindo os tópicos Tempo, Espaço e Existência.
Atualmente Kengo Kuma acompanha as obras da estação ferroviária de Saint Denis, projeto de infraestrutura desenvolvido em Paris, para os Jogos Olímpicos de Verão de 2024.

## Visita ao Brasil
Em 2024 Kengo Kuma esteve no Brasil, acompanhando o desenvolvimento de mais um de seus inúmeros projetos arquitetônicos espalhados pelo mundo. Aproveitando a visita ao Brasil, Kuma esteve em Petrópolis, cidade da Região Serrana do estado do Rio de Janeiro, onde conheceu os jardins projetados pelo paisagista brasileiro Burle Marx para a histórica Fazenda da Samambaia.

## O Laboratório Kuma Lab
Kuma Lab é um laboratório de pesquisa liderado por Kuma, com sede no Departamento de Arquitetura da Faculdade de Engenharia do Campus Hongo da Universidade de Tóquio, iniciado em 2009. Em 2012, o Kuma Lab publicou o livro Patterns and Layering, Japanese Spatial Culture, Nature and Architecture, incluindo a pesquisa de vários membros do Doctoral Candidate Lab.
Os tópicos de pesquisa do laboratório consistem em: um levantamento abrangente de projetos arquitetônicos, urbanos, comunitários, paisagísticos e de produtos; levantamento de projetos estruturais, materiais e mecânicos; e metodologia para unir projetos sustentáveis, físicos e de informação. Suas atividades incluem a participação em concursos de projeto arquitetônico, organização e gestão de workshops de design regionais e internacionais, pesquisa conjunta com outros departamentos da Universidade de Tóquio e pesquisa e proposta para ajudar na recuperação do Grande Terremoto no Leste do Japão.

## Trabalhos selecionados
- Small Bath House in Izu (1988) (com sua esposa Satoko Shinohara)
- M2 building (1989–1991)
- Kiro-San observatory (1994)
- Kitakami Canal Museum (1994)
- Water/Glass, Atami (1995)
- Bato Hiroshige Museum (2000)
- Stone Museum (2000)
- Great (Bamboo) Wall House, Pequim (2002)
- Plastic House (2002)
- LVMH Group Japan headquarters, Osaka (2003)
- Lotus House (2003)
- Suntory's Tóquio office building
- Food and Agriculture Museum, Tóquio University of Agriculture (2004)
- Nagasaki Prefectural Art Museum (2005)
- Kodan apartments (2005)
- Water Block House (2007)
- Swire Hotels, The Opposite House, Pequim (2008)
- Nezu Museum, Minato, Tóquio (2009)
- V&A Dundee, Escócia[16] (2010–2018)
- Stone Roof (2010)
- Taikoo Li Sanlitun, Pequim (2010)
- Akagi Jinja and Park Court Kagurazaka (2010)
- Yusuhara Wooden Bridge Museum (2011)
- Meme Meadows Experimental House, Hokkaido, Japão (2012)[17]
- Asakusa Culture Tourist Information Center (2012)
- Wisdom Tea House (2012)[18]
- Cité des Arts et de la Culture, Besançon (2013)
- Inverted House, Hokkaido feito junto com a Oslo School of Architecture and Design, dos arquitetos europeus Raphael Zuber, Neven Fuchs e Laura Cristea (2015–2016)[19][20]
- Seibu 4000 series Fifty-two Seats of Happiness tourist train (2016)[21]
- Japanese Garden Cultural Village, em Portland, Oregon, Estados Unidos (2017)
- Misono-za, Nagoya (2018)[22][23]
- Eskisehir Modern Art Center (2018)
- Estadio Nacional do Japão, Tóquio (2019)
- Takanawa Gateway Station, Tóquio (2020)[24]
- The Kadokawa Culture Museum at Tokorozawa Sakura Town, em Tokorozawa, Japão (2020)[25]
- 1550 Alberni, edifício de apartamentos em Vancouver, no Canadá. (2023)[26][27]
- House of Fairytales, em Odense, na Dinamarca (2020)
- "Kigumi Table", em Eins zu Eins, na Alemanha.[28]
- Founders' Memorial, em Cingapura (em construção prevista para término em 2027)
- EPFL Art Lab[29]
- Grand Morillon Résidence étudiante, Graduate Institute, Genebra, Suíça
- Saint-Denis Pleyel, em Paris, na França (2024)
- Kuma Tower, Taichung, em Taiwan (em construção com término previsto para 2026)

## Prêmios
- Prêmio do Instituto de Arquitetura do Japão de 1997 para “Noh Stage in the Forest” Primeiro lugar, Prêmio AIA DuPONT Benedictus para “Água / Vidro” (EUA) [6]
- Prêmio Togo Murano de 2001 para “Museu Nakagawa-machi Bato Hiroshige” [6]
- Prêmio Spirit of Nature Wood Architecture 2002 (Finlândia) [6]
- Prêmio Energy Performance + Architecture 2008 (França) Bois Magazine International Wood Architecture Award (França) [6]
- Prêmio LEAF 2008 (categoria comercial)
- 2009 Decoração Oficial de L'Ordre des Arts et des Lettres (França) [6]
- Prêmio Mainichi de Arte 2010 para “Museu Nezu” [6]
- Prêmio de Incentivo à Arte do Ministro da Educação, Cultura, Esportes, Ciência e Tecnologia de 2011 para o "Museu da Ponte de Madeira Yusuhara"[6]
- The Restaurant &amp; Bar Design Awards, Interior de restaurante (autônomo), de 2012, para Sake No Hana (Londres) [30]
- Prêmio Global de Arquitetura Sustentável 2016[31]
- 3º Prêmio John D. Rockefeller 2019[32]
- Ordem Militar de Sabóia 2019 (Cavaliere di Gran Croce)
- 2021 Tempo 100[33]

## Publicações
- Jodídio, Philip (2021). Kuma : Kengo Kuma, obras completas de 1988 até hoje . Taschen. Colônia.  .OCLC 1255816679OCLC 1255816679 .[34]
- Kuma, Kengo (2021). Kengo Kuma : minha vida como arquiteto em Tóquio . Polly Barton. Londres.ISBN 978-0-500-34361-6ISBN 978-0-500-34361-6 .OCLC 1152027821OCLC 1152027821 .[35]
- Kuma, Kengo (2020). Kengo Kuma : topografia . Mulgrave, Victoria, Austrália.ISBN 1-86470-845-XISBN 1-86470-845-X .OCLC 1097575681OCLC 1097575681 .[36]
- Kuma, Kengo (2018). Kengo Kuma : obras completas . Kenneth Frampton. Londres.ISBN 978-0-500-34342-5ISBN 978-0-500-34342-5 .OCLC 1038456158OCLC 1038456158 .[37]
- Bognar, Botond (2009). Material imaterial : o novo trabalho de Kengo Kuma . Nova York: Princeton Architectural Press.ISBN 1-56898-779-XISBN 1-56898-779-X .OCLC 769114606OCLC 769114606 .[38]
- Alini, Luigi (2005). Kengo Kuma : ópera e projetos . Milão: Electa.ISBN 88-370-3624-8ISBN 88-370-3624-8 .OCLC 61237826OCLC 61237826 .[39]

## Galeria de Projetos

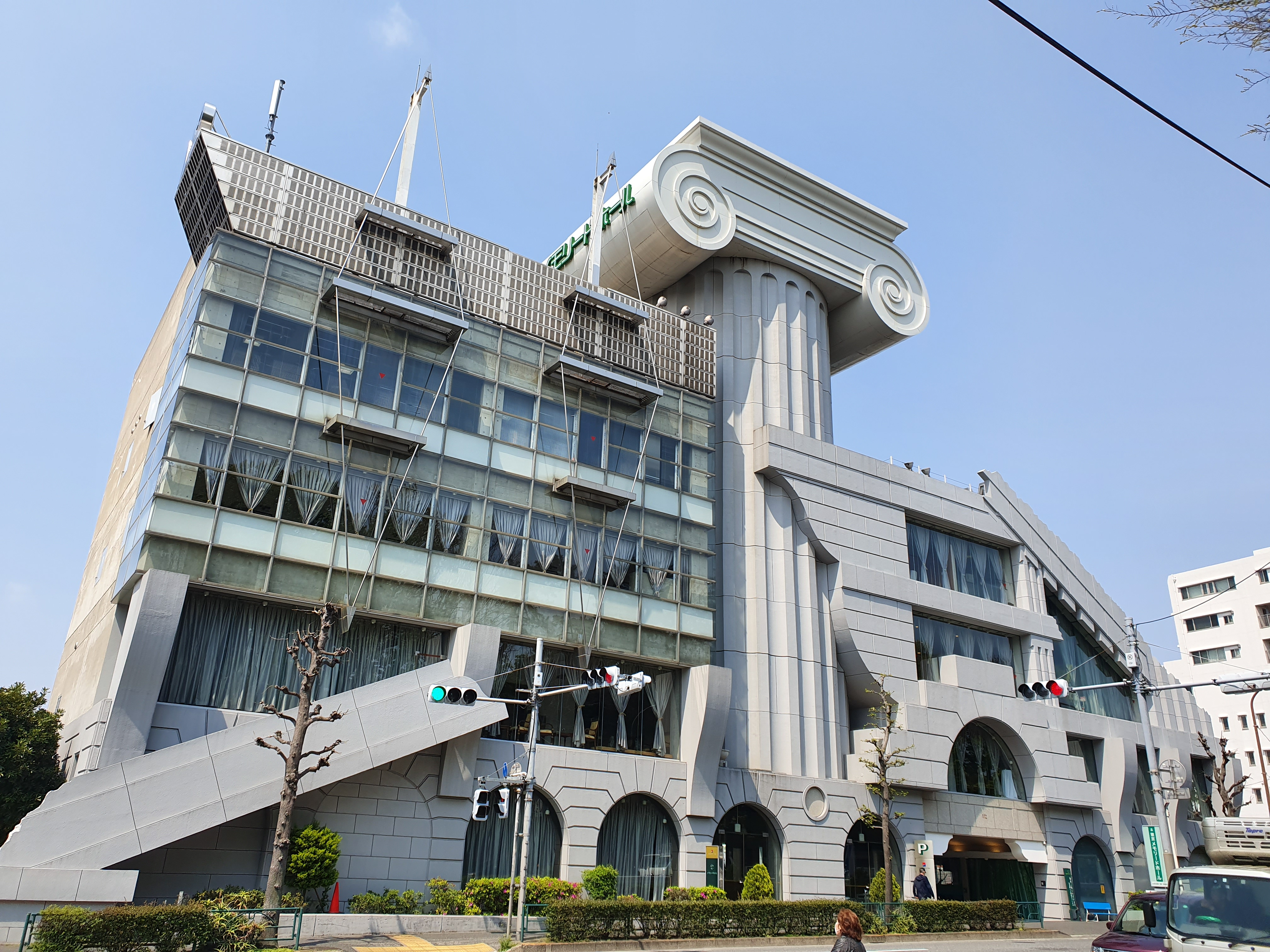
Edifício M2
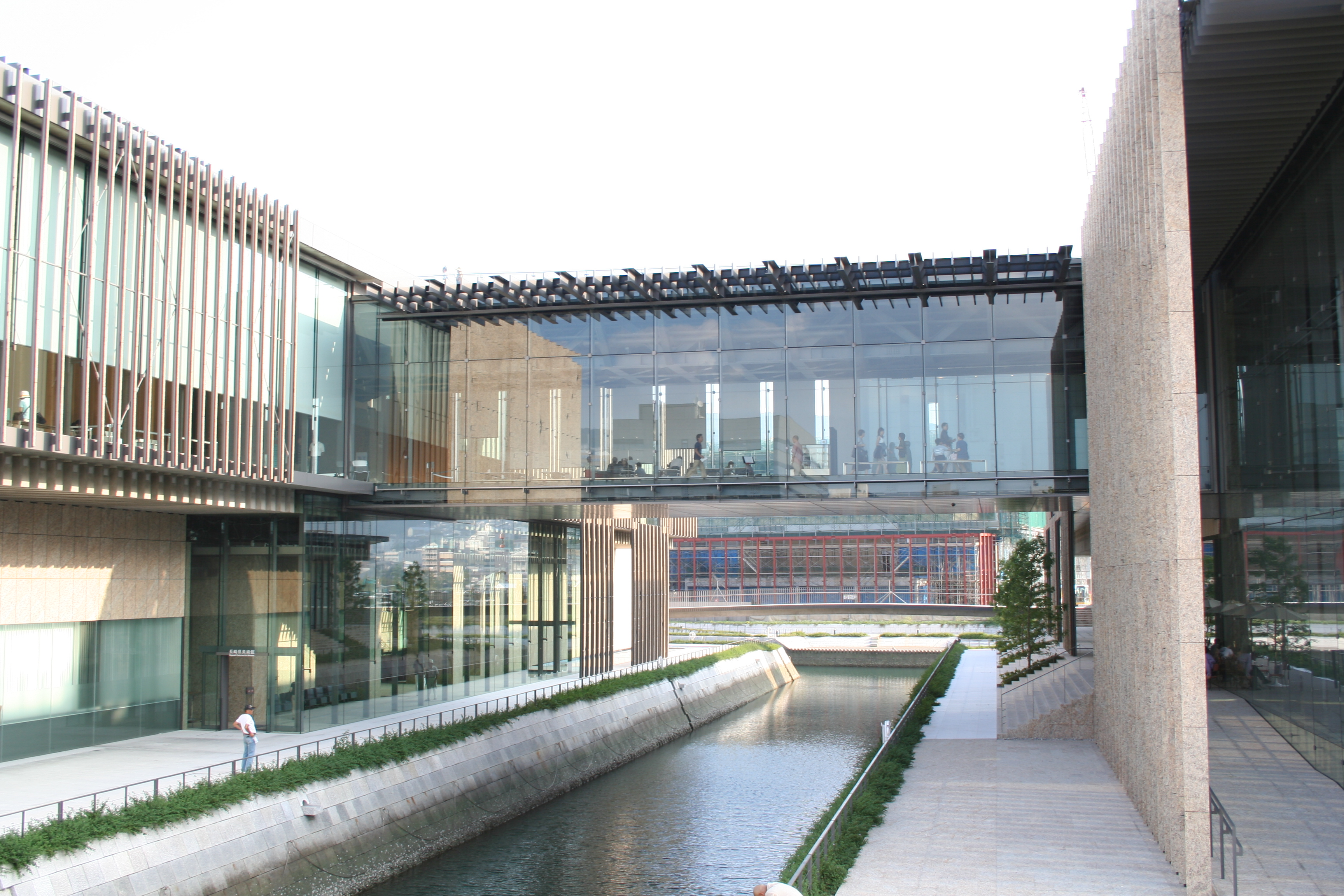
Museu de Arte da Prefeitura de Nagasaki
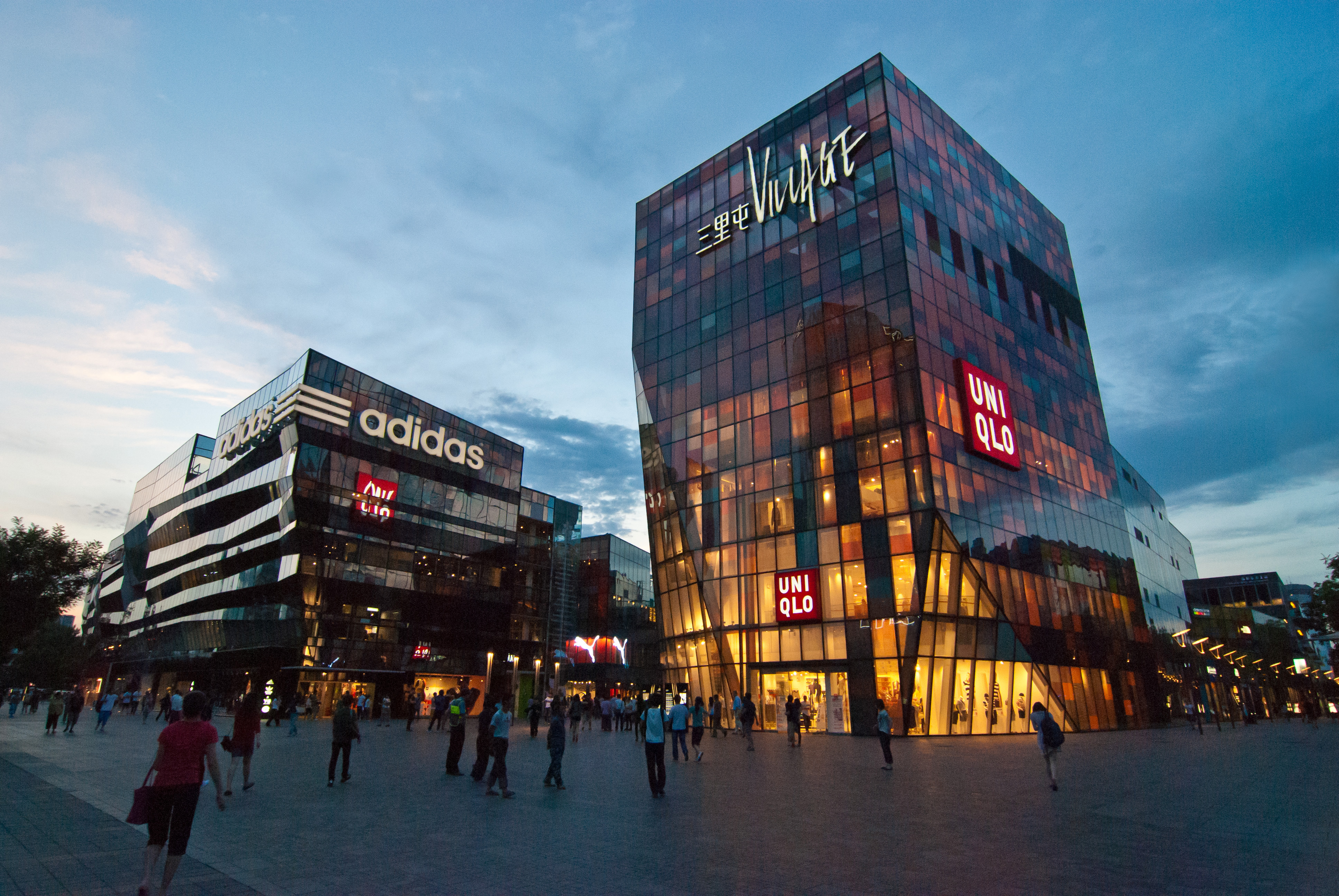
Taikoo Li Sanlitun, Pequim
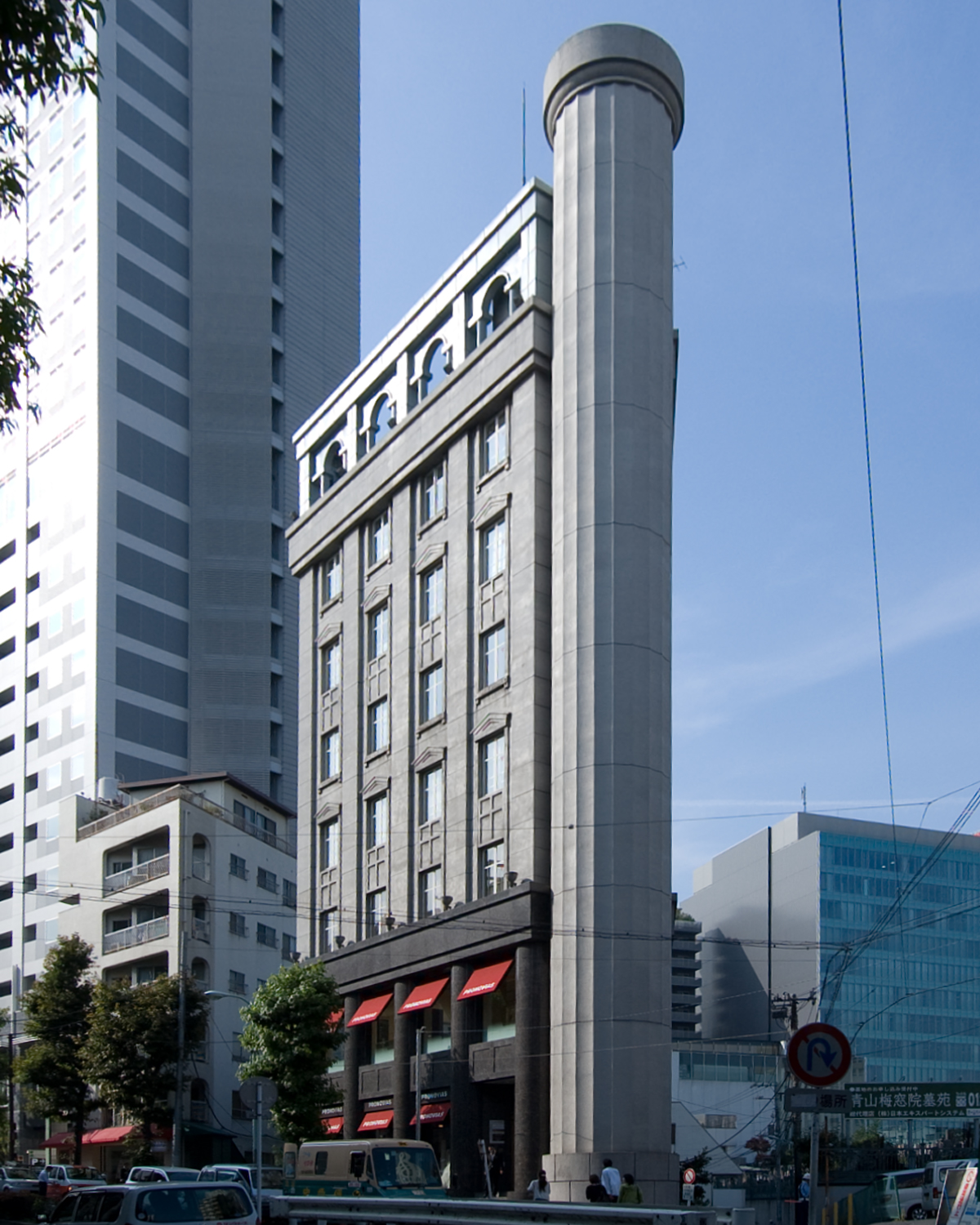
Edifício dórico,Minato-ku, Tóquio
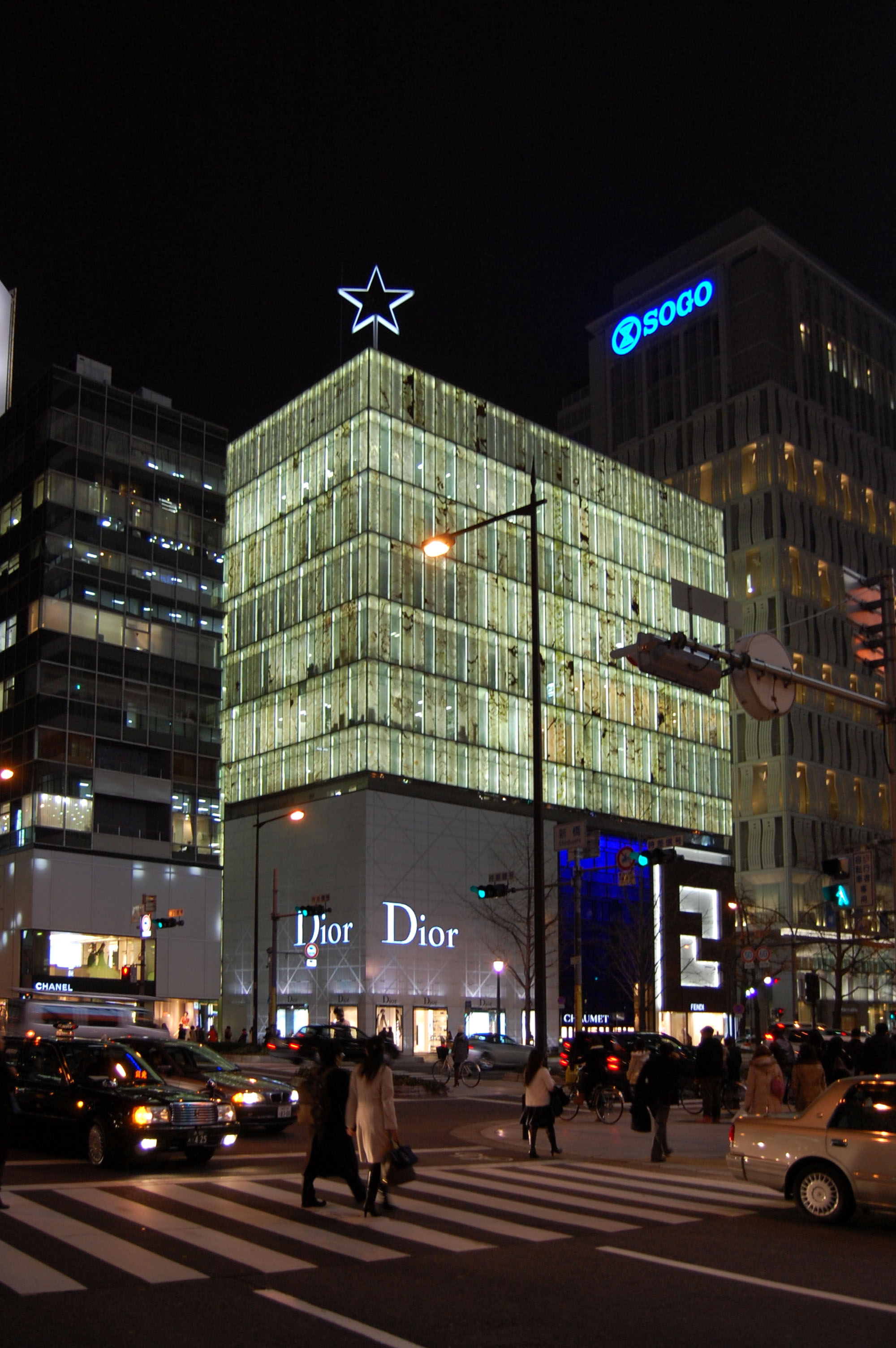
Sede do Grupo LVMH no Japão, Osaka
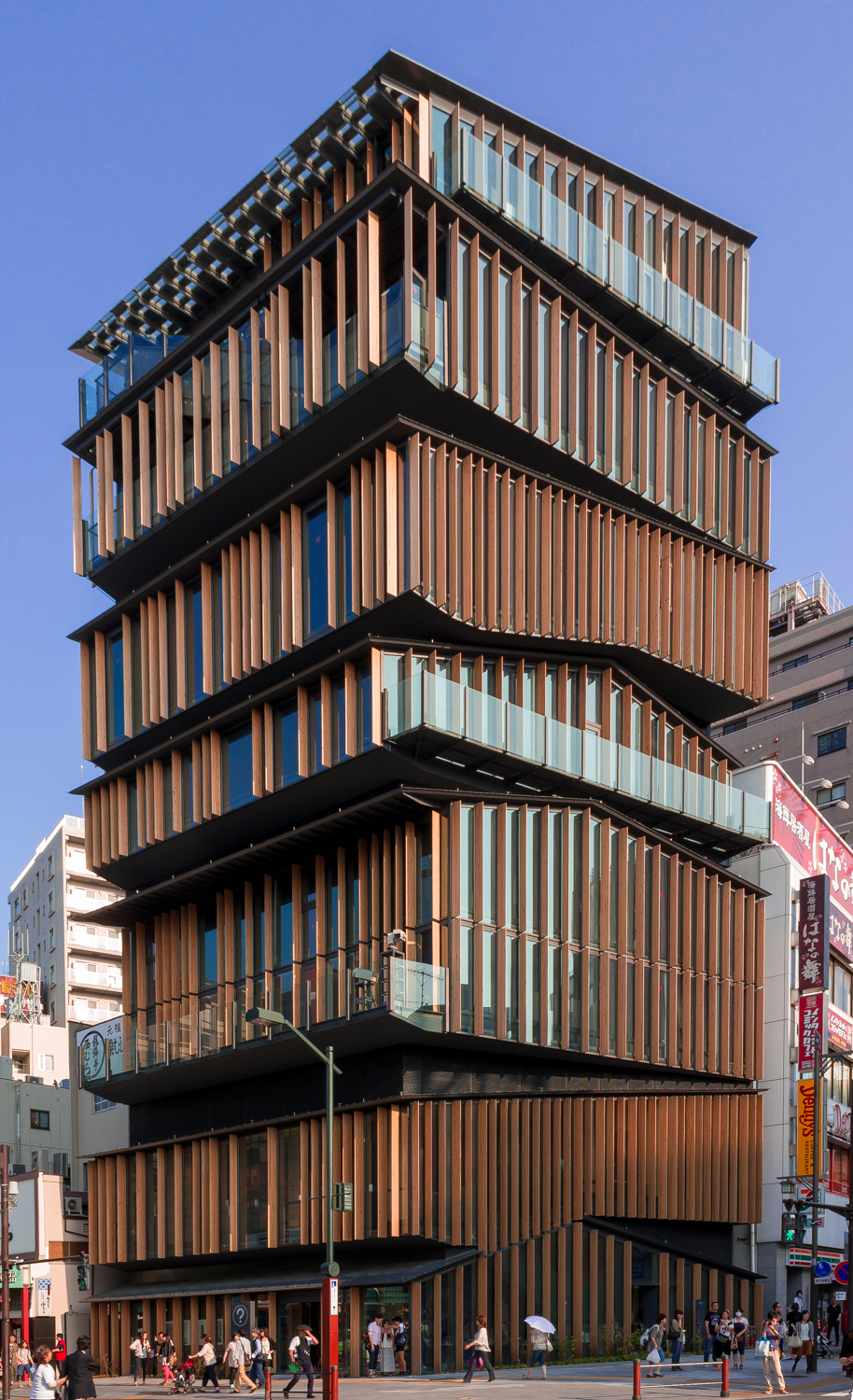
Centro de Informações Turísticas da Cultura Asakusa,Taito-ku, Tóquio
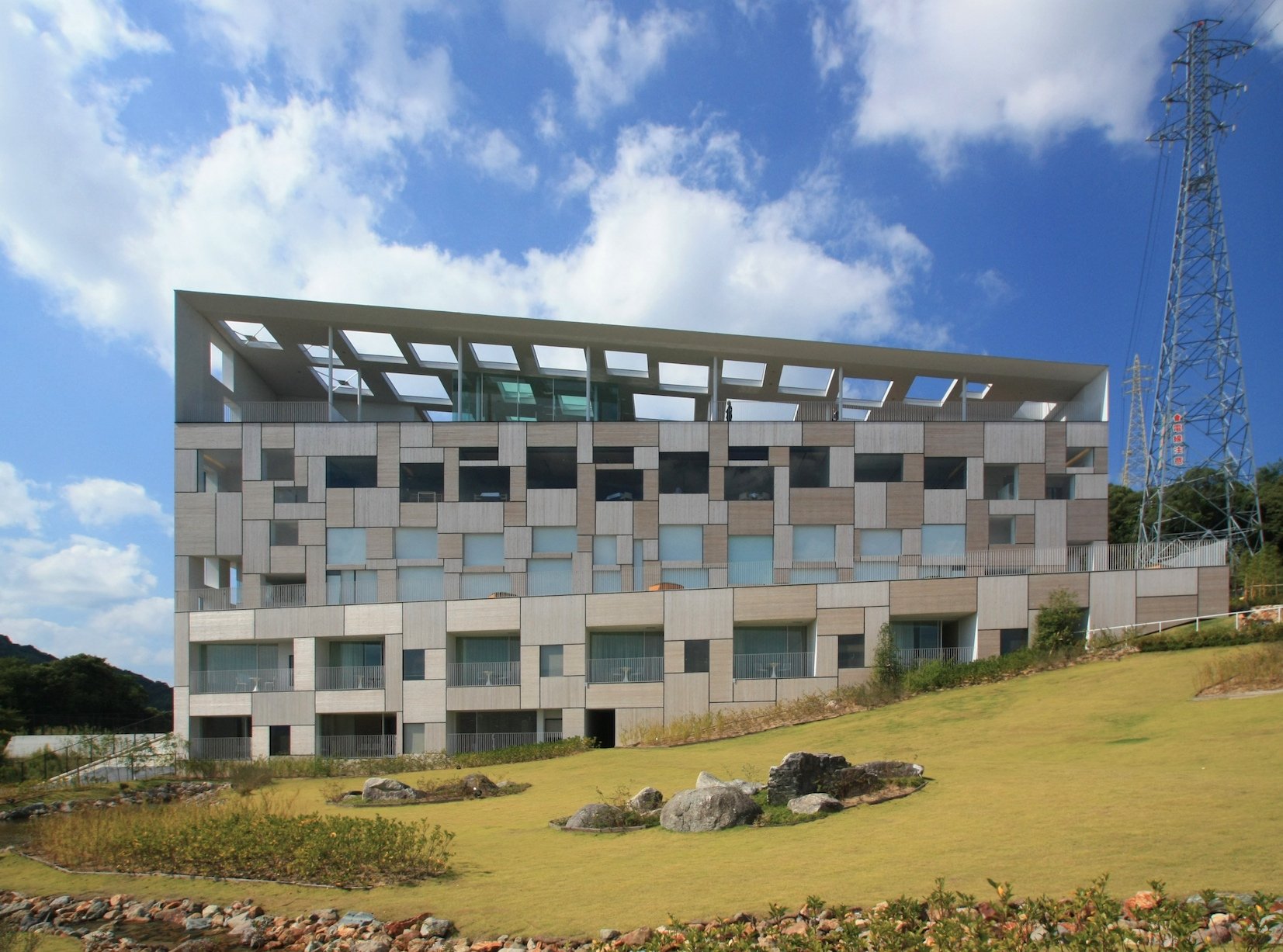
Garden Terrace Hotel, Nagasaki
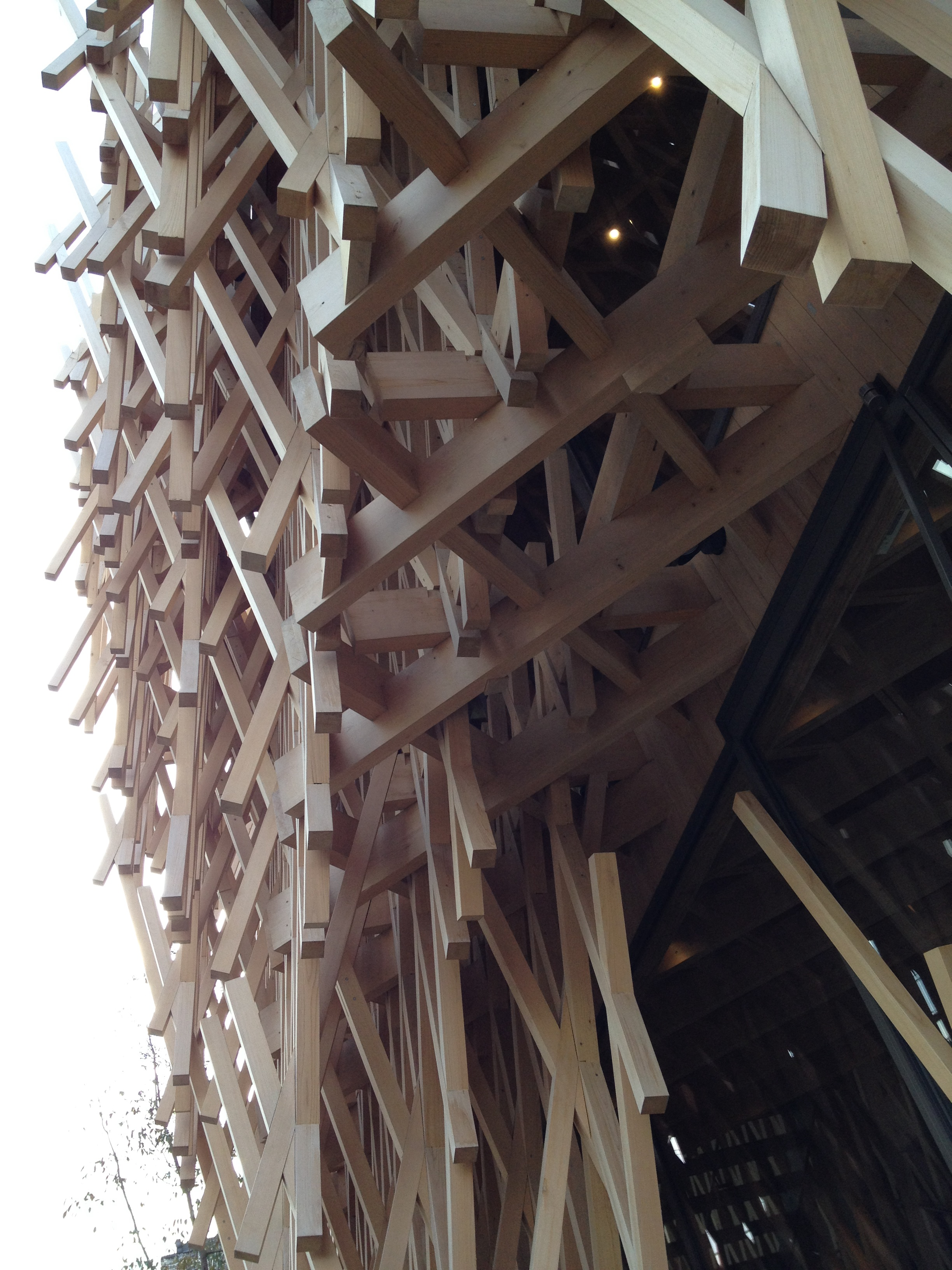
Colinas Ensolaradas de Kengo Kuma
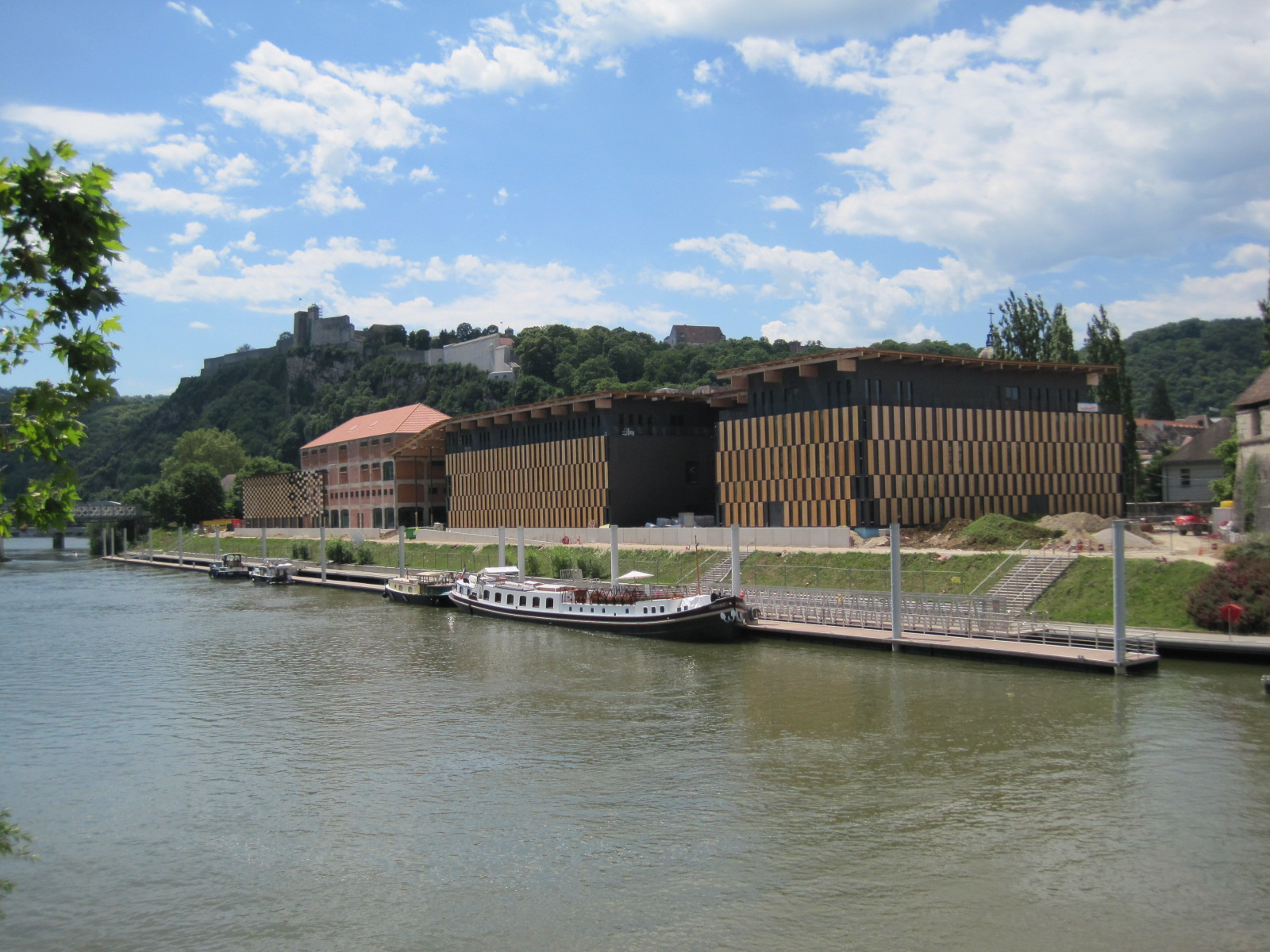
Cité des Arts et de la Culture,Besançon
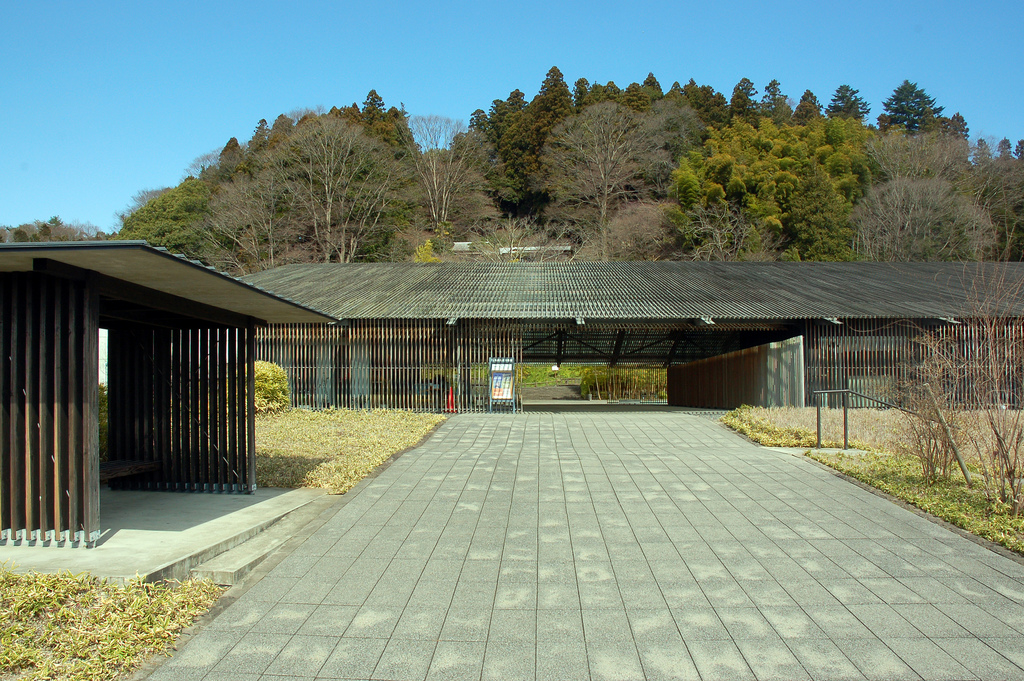
Museu Bato Hiroshige
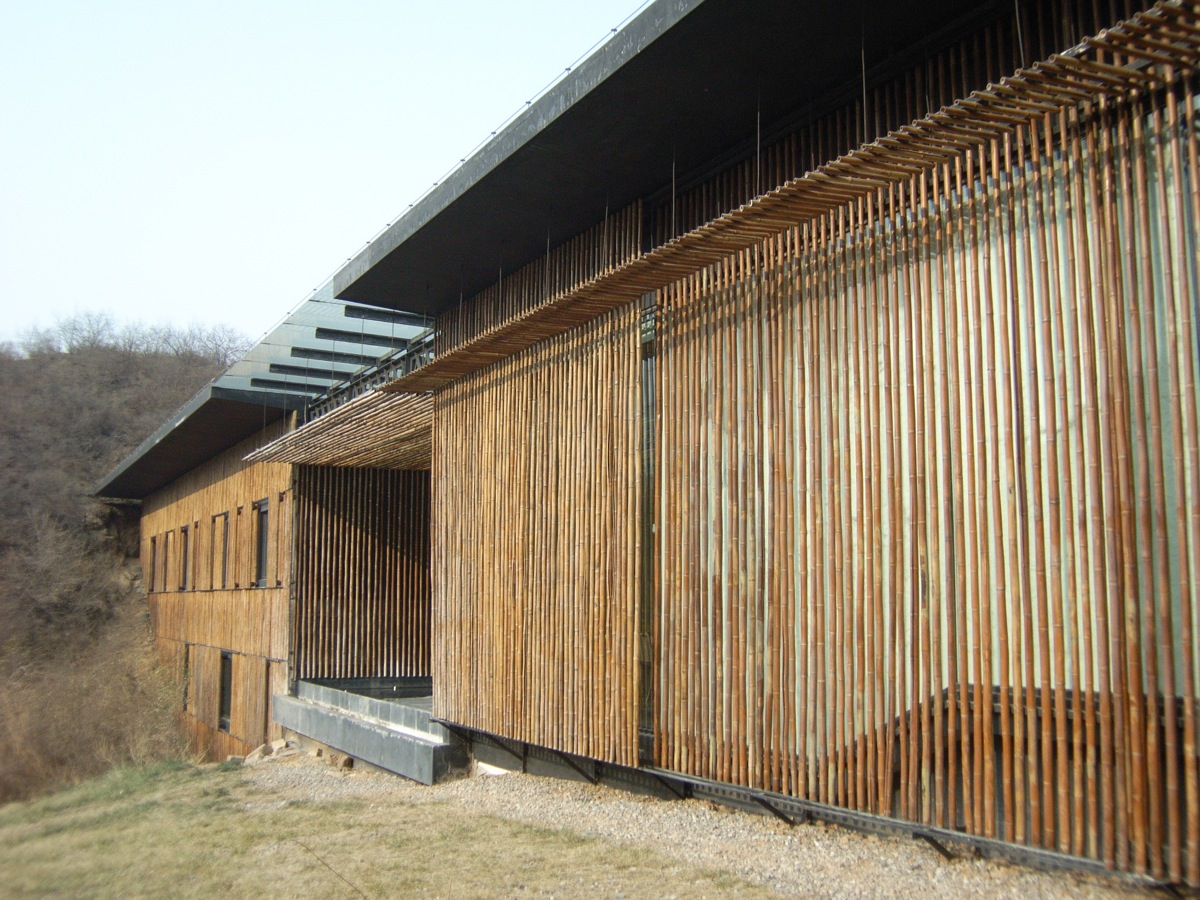
Comuna perto da Grande Muralha da China
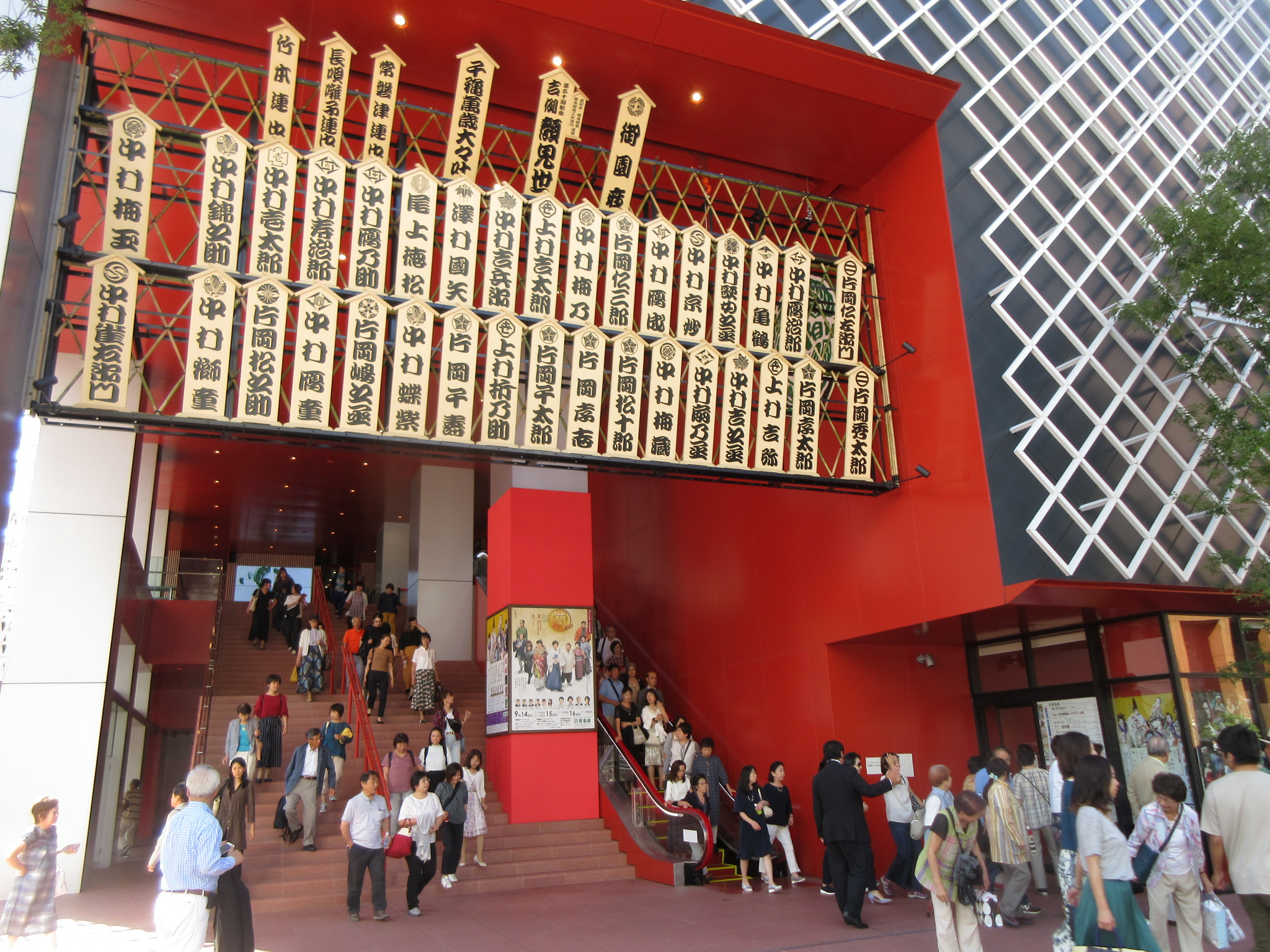
TeatroMisono-za, Nagoia